# Психо-кібернетика

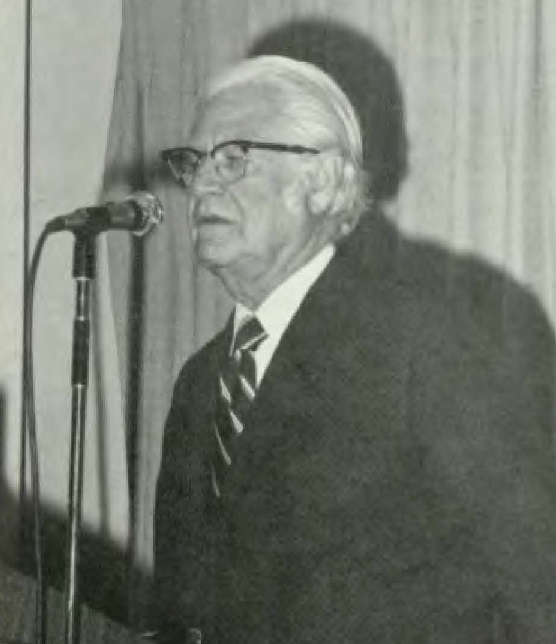
Максвелл Мальц виступає в Університеті Сан-Дієго

«Психокібернетика» — книга для самодопомоги, написана Максвеллом Мальцом у 1960 році.
Експерти з мотивації та самодопомоги в особистісному розвитку, зокрема Зіг Зіглар, Тоні Роббінс, Браян Трейсі, заснували свої техніки на праці Максвелла Мальца. Багато психологічних методів підготовки елітних спортсменів також базуються на концепціях психокібернетики. Книга поєднує в собі когнітивну поведінкову техніку навчання людини регулюванню самооцінки за допомогою теорій, розроблених Прескоттом Лекі, з кібернетикою Норберта Вінера та Джона фон Неймана. У книзі зв’язок між розумом і тілом визначено як ключ до успіху в досягненні особистих цілей.
Мальц був пластичним хірургом. Він виявив, що його пацієнти, які проходили пластичну операцію, часто мали очікування, які не виправдовувались операцією, тому він шукав способи допомогти їм поставити собі за мету позитивний результат шляхом візуалізації цього позитивного результату. Пацієнти, які думають, що операція вирішить їхні проблеми, є прикладом проблеми XY. Мальц зацікавився тим, чому постановка цілей працює. Він дізнався, що сила самоствердження та техніки ментальної візуалізації використовують зв’язок між розумом і тілом. Він визначив прийоми розвитку позитивної внутрішньої мети як засіб розвитку позитивної зовнішньої мети. Ця концентрація на внутрішніх установках є важливою для його підходу, оскільки він базується на вірі, що зовнішній успіх людини, зазвичай, не може піднятися вище власного внутрішнього образу себе.

## Оператор і «механізм»
Максвелл Мальц черпав натхнення в книзі Норберта Вінера «Кібернетика», яка описує тварин і самонавідні ракети, які він допомагав розробляти під час Другої світової війни, як механізми пошуку цілі.
У «Психо-кібернетиці» Мальц зауважив, на основі роботи Вінера про кібернетичні механізми, наступне:
1. Людина для свідомості є «оператором», який може ідентифікувати та пропонувати цілі.
2. Те, що традиційно називають «підсвідомістю», — це не «розум», а кібернетичний механізм, побудований на нашій нервовій системі.
Він може прийняти мету - образ і емоція визначають, чи приймає він її
Механізм має таке сенсорне обладнання, як очі та вуха
Механізм приводяться в рух різними системами, в першу чергу мускулатурою і нервовою системою
Нервова система працює разом з іншими системами як коригуючий апарат
Пам’ять можна використовувати, щоб побачити минулі успіхи, що зробить майбутній успіх більш імовірним
3. Оператор дає мету механізму.
4. Механізм реагує незалежно від того, «позитивна» чи «негативна» мета. Він рухатиметься до нього.
5. Найпотужніший образ цілі — це образ нас самих, оскільки він викликає широкий спектр корисних або шкідливих дій механізму.
6. Коли знайдено успішні відповіді, ми можемо згадати минулі успіхи, і наш механізм повторить успішну відповідь.

Основою майже всіх поганих результатів є свідоме надання механізму поганих образів мети.
Мальц розглядав занепокоєння або зосередження на негативних можливостях як створення негативних образів мети, які змушують механізм, підсвідомість, набір людських систем, таких як мускулатура, рухатися до неї. У той же час він розглядав це як доказ того, що ви можете створювати образи мети, і що ви можете «турбуватися» про позитивні образи замість негативних.
Позитивні результати приходять від позитивної цілеспрямованості. Щоб побачити позитивні цілі, він каже, що нам потрібен реалістичний і адекватний образ себе, який визнає ці цілі можливими та сумісними з самим собою.
Він багато в чому посилається на ідею Прескотта Лекі про те, що все, що не узгоджується з системою ідей людини, буде відкинуто. Щоб мати позитивні цілі, до яких рухатиметься механізм, система уявлень, насамперед образ Я, повинна бути налаштована таким чином, щоб позитивний образ мети узгоджувався з іншими уявленнями. Це дозволить оператору комфортно тримати в голові образ цілі, на який буде діяти механізм.

## Інші ключові ідеї
Мальц також пише, що:
- Ми діємо на підставі свого уявлення про обставини, а не на підставі власне обставин.
- Негативні відгуки слід використовувати для досягнення наших цілей.
- У кібернетичних механізмах, як тільки досягається успіх, на ньому зосереджується увага, а помилки забуваються. Мальц закликає читачів згадати минулі успіхи та щасливі моменти.
- Він розглядав зміну самооцінки як усвідомлення самооцінки: «О, ось хто я». Саме тут відбувається різка зміна поведінки.
- Гіпноз – це невимушене прийняття ідей (переконань). Прийняті ідеї визначають те, що ми хочемо бачити, і, отже, які цілі ми передаємо механізму.
- Кожен м’яз (агоністичний) має протилежний м’яз-антагоніст. Коли гіпнотизер сказав важкоатлету, що він не може взяти олівець, він зауважив, що м’язи-антагоністи протистоять його свідомим зусиллям, і він не міг взяти його.
- Уява: перший ключ до механізму успіху.

## Рецепція
Книга швидко набула статусу бестселера і безперервно друкувалася з 1960 року, була перекладена на багато мов. 

## Посмертні видання
Після смерті Мальца в 1975 році було видано кілька адаптацій, а оригінальна версія друкується і є бестселером і в наш час:
| рік      | Назва                                    | Автор/Редактор | Видавець       | ISBN                |
| -------- | ---------------------------------------- | -------------- | -------------- | ------------------- |
| 1996 рік | Психокібернетика 2000                    | Боббе Соммер   | Прентіс Холл   | ISBN 978-0132638494 |
| 2002 рік | Нова психокібернетика                    | Ден Кеннеді    | Прентіс Холл   | ISBN 978-0735202856 |
| 2015 рік | Психо-кібернетика, оновлена та розширена | Метт Фьюрі     | Тарчер Перигей | ISBN 978-0399176135 |